# Еврилох
Еврилох (Эврилох, др.-греч. Εὐρύλοχος) — персонаж древнегреческой мифологии, упоминается в «Одиссее». Спутник Одиссея и его родственник (степень родства не уточняется, но по одной из гипотез Еврилох был женат на сестре Одиссея Ктимене). Упомянут в рассказе о визите к Кирке. Избежал чар Кирки и остался единственным, кого она не смогла превратить в свинью. Изображён на картине Полигнота в Дельфах несущим чёрных баранов для жертвы. По его побуждению на острове Тринакия были зарезаны священные быки Гелиоса. Этим Еврилох навлек гибель на себя и на своих спутников.